# Berthold Lange (Pädagoge)
Berthold Lange (auch: Bertholdus Lange und Berthold Richard Adolf Lange sowie Berthold Richard Adolph Lange; * 1810; † 17. Mai 1844) war ein deutscher katholischer Geistlicher, Redakteur und Kaplan.

## Leben
Berthold Lange studierte an der Universität Breslau, wo er 1833 an der Katholisch-theologischen Fakultät das Lizentiat erwarb.
Bei seinem frühen Tod arbeitete er als Kurat an der Breslauer Kirche St. Dorothea.
Er gründete die pädagogische Zeitschrift Der katholische Jugendbildner, die dann von 1839 bis 1848 bei dem Breslauer Buchhändler und Verleger Josef Max erschien. Bis zu seinem Tode war Lange Hauptredakteur des Blattes.
Berthold Lange wurde nach einem Trauerzug am 20. Mai 1844 unter großer Anteilnahme der Bevölkerung beigesetzt.

## Schriften
- Theses theologicae, Universität Breslau, Katholisch-theologische Lizentiats-Thesen, Breslau: Vratislaviae Typis Universitatis, 1833
- Spruchgebete für unsre lieben Kleinen in den Volksschulen, Breslau: Aderholz, 1837
- Die Hauptsünden unserer Zeit. Eine Sammlung von fünf Predigten in dem Nachmittagsgottesdienste ad St. Adalbertum zu Breslau gehalten, Hirschberg, gedruckt bei J. S. Landolt; Breslau, bei Georg Philipp Aderholz, 1838